# Agony (videohra, 2018)
Agony je temná fantasy survival hororová videohra z roku 2018, kterou vyvinulo Madmind Studio a vydala společnost PlayWay. Hráč začínají svou cestu jako trýzněná duše v hlubinách pekla bez jakýchkoli vzpomínek na svou minulost.

## Hratelnost
Hra se hraje z pohledu první osoby. Hráč ovládá jednoho v pekle odsouzených mučedníků, Amrafel (alias Nimrod), který má za úkol setkat se s Rudou bohyní, jednou ze stvořitelek pekla, a pokusit se uniknout a vrátit se do země živých. Na rozdíl od ostatních mučedníků má hráč jedinečnou schopnost ovládat jak ostatní mučedníky, tak později i nižší a vyšší démony. Pomocí mechanik, jako je přikrčení a zadržení dechu, se hráč může démonům vyhýbat. Kromě skrývání musí hráč řešit hádanky, aby si odemkl nové oblasti.

## Příběh
Příběh vypráví o ztracené duši, která je uvězněna v pekle a nepamatuje si svůj předchozí život. Z toho, co se dozvídáme o minulosti hlavního hrdiny, vyplývá, že byl králem dávné země, který uzavřel faustovskou dohodu s Rudou bohyní. Když hlavní hrdina putuje pustinami pekla, objeví možnost úniku s pomocí Rudé bohyně. Odhodlaně se vydává do doupěte této bohyně, aby zjistil, jak se může osvobodit.
Pokud hráč uposlechne příkazů Rudé bohyně, vydá se nakonec do nejnižších hlubin pekla, kde vyprovokuje stvoření známé jako Bestie. Dostatečné vyčerpání Bestie umožní hlavnímu hrdinovi ovládnout ji a využít její sílu k prolomení pečetí, které ji vážou k nejnižším hlubinám.
Příběh obsahuje několik konců, které závisí na tom, jak hráč postupuje hrou a jaká rozhodnutí učiní. Pouze dva z nich jsou však kanonické.

## Vývoj, získávání finanční a kontroverze
V listopadu 2016 zahájili vývojáři hry Agony kampaň na Kickstarteru, aby financovali její vytvoření. Kampaň překonala svůj cíl a skončila v prosinci 2016. Hra měla původně vyjít 30. března 2018, ale její vydání bylo odloženo na 29. května 2018.
Hra původně obdržela od Entertainment Software Rating Board hodnocení „Adults Only“ kvůli míře násilí. To vedlo k tomu, že vývojáři zmírnili část násilí, aby hra místo toho obdržela hodnocení „Mature“ a mohla být hodnocena agenturou The ESRB.
Od plánovaného patche „Adults Only“ unrated pro PC bylo později upuštěno kvůli „právním problémům“. 6. června 2018 však vývojáři uvedli, že „jednají se zástupci služby Steam“ o nabídce Agony Unrated jako „samostatného titulu produkovaného a vydávaného studiem Madmind a bez účasti jakéhokoli vydavatele“. Pro ty, kteří již vlastní původní hru, je tato verze buď bezplatným DLC, nebo samostatným nákupem s 99% slevou, což je v současné době nejvyšší možná sleva na platformě Steam. 31. října 2018 byla na Steamu vydána necenzurovaná verze hry Agony Unrated.
Dne 5. září 2018 studio Madmind oznámilo spolupráci se společností Forever Entertainment, která přinese hru Agony na Nintendo Switch. Ta byla vydána 31. října 2019.
Dne 6. listopadu 2020 společnost Ignibit oznámila partnerství s vývojářským studiem MadMind, které hru Agony přineslo do VR.